# رمبرت (كارولاينا الجنوبية)
رمبرت (بالإنجليزية: Rembert CDP, South Carolina)‏ هي منطقة سكنية تقع بولاية كارولاينا الجنوبية في الولايات المتحدة. تبلغ مساحتها 11.4 كم2، وترتفع عن سطح البحر 67 م، بلغ عدد سكانها 306 نسمة في عام 2010 حسب إحصاء مكتب تعداد الولايات المتحدة وتصل الكثافة السكانية فيها 26.8 نسمة لكل كيلومتر مربع (69.4/ميل2).

## التركيبة السكانية
حدّد مكتب تعداد الولايات المتحدة بيانات التركيبة السكانية لرمبرت في تعداد الولايات المتحدة. في ما يلي، التركيبة السكانية حسب تعدادي 2000 و2010.

### تعداد عام 2000
بلغ عدد سكان رمبرت 406 نسمة بحسب تعداد عام 2000، وبلغ عدد الأسر 144 أسرة وعدد العائلات 102 عائلة مقيمة في المنطقة السكنية. في حين سجلت الكثافة السكانية 35.6 نسمة لكل كيلومتر مربع (92.2/ميل2). وبلغ عدد الوحدات السكنية 163 وحدة بمتوسط كثافة قدره 14.3 لكل كيلومتر مربع (37.0/ميل2).
وتوزع التركيب العرقي للمنطقة السكنية بنسبة 24.14% من البيض و75.62% من الأمريكيين الأفارقة و0.25% من الأعراق الأخرى و1.48% من الهسبانيون أو اللاتينيون من أي عرق.
بلغ عدد الأسر 144 أسرة كانت نسبة 40.3% منها لديها أطفال تحت سن الثامنة عشر تعيش معهم، وبلغت نسبة الأزواج القاطنين مع بعضهم البعض 37.5% من أصل المجموع الكلي للأسر، ونسبة 25% من الأسر كان لديها معيلات من الإناث دون وجود شريك،  بينما كانت نسبة 8.3% من الأسر لديها معيلون من الذكور دون وجود شريكة وكانت نسبة 29.2% من غير العائلات. تألفت نسبة 24.3% من أصل جميع الأسر من عدة أفراد يعيشون في نفس المنزل ونسبة 6.9% كانت تتألف من شخص يعيش بمفرده يبلغ من العمر 65 عاماً أو أكثر. وبلغ متوسط حجم الأسرة المعيشية 2.82، أما متوسط حجم العائلات فبلغ 3.42.
بلغ العمر الوسطي للسكان 32.6 عاماً. وكانت نسبة 33.5% من القاطنين تحت سن الثامنة عشر، وكانت نسبة 9.4% بين الثامنة عشر والرابعة والعشرين عاماً، ونسبة 26.6% كانت واقعةً في الفئة العمرية ما بين الخامسة والعشرين والرابعة والأربعين عاماً، ونسبة 18.5% كانت ما بين الخامسة والأربعين والرابعة والستين، ونسبة 12.1% كانت ضمن فئة الخامسة والستين عاماً فما فوق. يوجد لكل 100 أنثى 82.9 ذكر، ويوجد لكل 100 أنثى في الثامنة عشر من عمرها فما فوق 75.3 ذكر.
بلغ متوسط دخل الأسرة في المنطقة السكنية 18,958 دولارًا، أما متوسط دخل العائلة فبلغ 25,417 دولارًا. وكان متوسط دخل الذكور 19,911 دولارًا مقابل 16,875 دولارًا للإناث. وسجل دخل الفرد الخاص بالمنطقة السكنية 9,528 دولارًا. وكانت نسبة 26.5% من العائلات ونسبة 30.8% من السكان تحت خط الفقر، وكان من هؤلاء نسبة 44.2% تحت سن الثامنة عشر ونسبة 51.3% في الخامسة والستين من العمر وما فوق.

### تعداد عام 2010
بلغ عدد سكان رمبرت 306 نسمة بحسب تعداد عام 2010، وبلغ عدد الأسر 108 أسرة وعدد العائلات 79 عائلة مقيمة في المنطقة السكنية. في حين سجلت الكثافة السكانية 26.8 نسمة لكل كيلومتر مربع (69.4/ميل2). وبلغ عدد الوحدات السكنية 134 وحدة بمتوسط كثافة قدره 11.8 لكل كيلومتر مربع (30.6/ميل2).
وتوزع التركيب العرقي للمنطقة السكنية بنسبة 24.51% من البيض و65.69% من الأمريكيين الأفارقة و0.65% من الأمريكيين الأصليين و5.88% من الأعراق الأخرى و3.27% من عرقين مختلطين أو أكثر و7.19% من الهسبانيون أو اللاتينيون من أي عرق.
بلغ عدد الأسر 108 أسرة كانت نسبة 34.3% منها لديها أطفال تحت سن الثامنة عشر تعيش معهم، وبلغت نسبة الأزواج القاطنين مع بعضهم البعض 38.9% من أصل المجموع الكلي للأسر، ونسبة 24.1% من الأسر كان لديها معيلات من الإناث دون وجود شريك،  بينما كانت نسبة 10.2% من الأسر لديها معيلون من الذكور دون وجود شريكة وكانت نسبة 26.9% من غير العائلات. تألفت نسبة 21.3% من أصل جميع الأسر من عدة أفراد يعيشون في نفس المنزل ونسبة 8.3% كانت تتألف من شخص يعيش بمفرده يبلغ من العمر 65 عاماً أو أكثر. وبلغ متوسط حجم الأسرة المعيشية 2.83، أما متوسط حجم العائلات فبلغ 3.28.
بلغ العمر الوسطي للسكان 42.4 عاماً. وكانت نسبة 22.2% من القاطنين تحت سن الثامنة عشر، وكانت نسبة 8.8% بين الثامنة عشر والرابعة والعشرين عاماً، ونسبة 22.9% كانت واقعةً في الفئة العمرية ما بين الخامسة والعشرين والرابعة والأربعين عاماً، ونسبة 31.4% كانت ما بين الخامسة والأربعين والرابعة والستين، ونسبة 14.7% كانت ضمن فئة الخامسة والستين عاماً فما فوق. وتوزع التركيب الجنسي للسكان بنسبة 46.7% ذكور و53.3% إناث.